# Augusta (Georgia)
Augusta [ɑːˈgʌstə] ist eine Stadt im US-Bundesstaat Georgia in den Vereinigten Staaten von Amerika. Mit 202.081 Einwohnern (Stand: Volkszählung 2020) ist sie die drittgrößte Stadt in Georgia nach Atlanta und Columbus. Bekannt ist die Stadt durch das Profi-Golfturnier The Masters Tournament, eines der vier Majors, das hier jedes Jahr vom Augusta National Golf Club auf dem clubeigenen Golfplatz ausgetragen wird. 1996 fusionierte die Stadt Augusta mit dem Richmond County und bildete ein consolidated city-county, das seitdem gemeinsam verwaltet wird. Die Stadt ist der Mittelpunkt der Metropolregion Augusta.

## Geographie

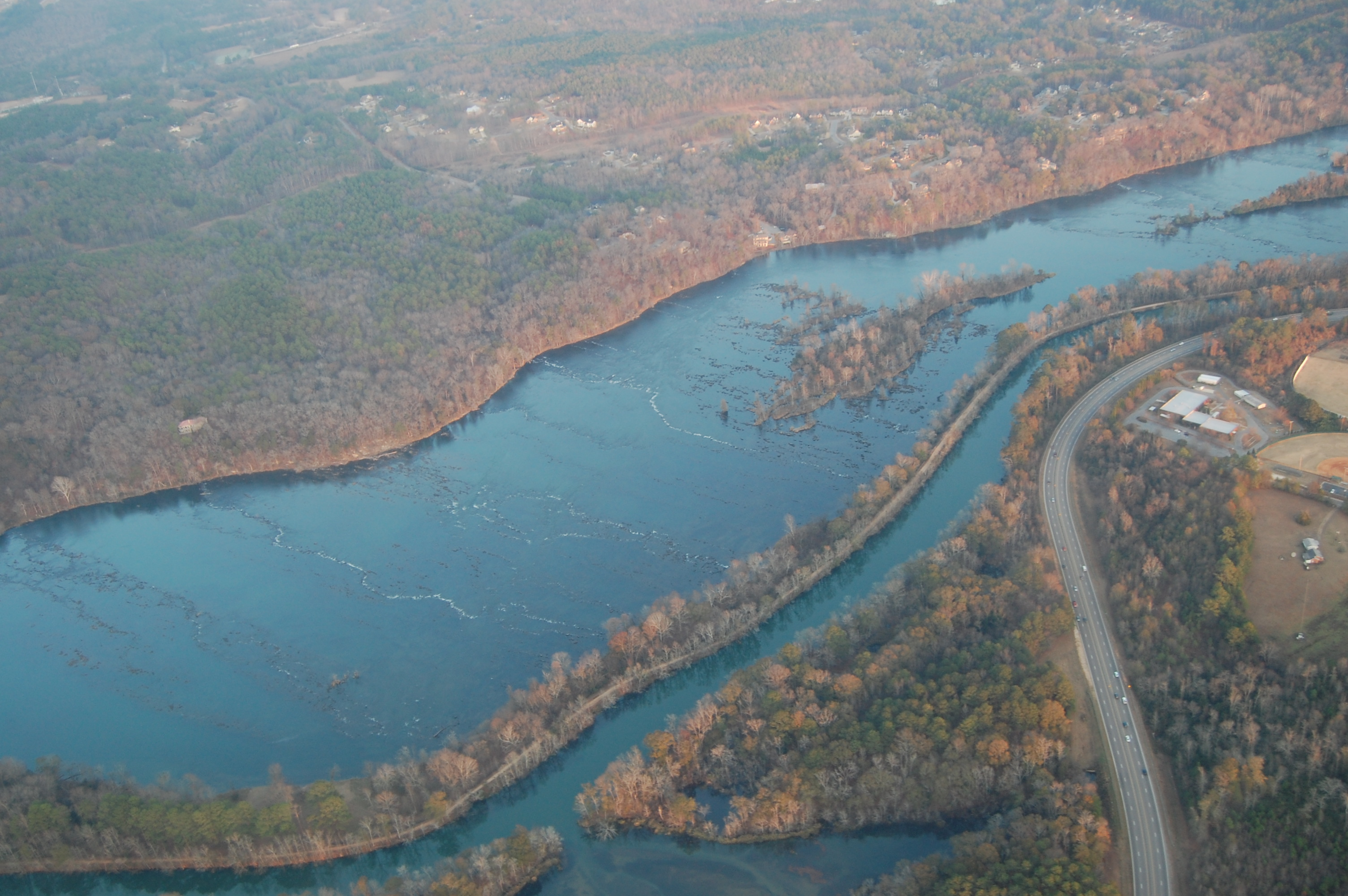
Der Savannah River bei Augusta

### Geographische Lage
Augusta liegt etwa 240 km von Atlanta und ebenfalls etwa 240 km vom Atlantik entfernt an der Grenze Georgias zu South Carolina. Die Stadt liegt am Südufer des hier die Staatsgrenze bildenden Savannah River, der bei Augusta mit einer Reihe kleiner Wasserfälle den Höhenunterschied zwischen dem westlich gelegenen Hügelland und der Atlantischen Küstenebene überwindet und deshalb auch nur bis Augusta schiffbar ist, was der Hauptgrund für die Gründung einer Stadt an dieser Stelle war.

### Nachbargemeinden
Nordöstliche Nachbarstadt Augustas ist der Vorort North Augusta, der jenseits der Staatsgrenze im Aiken County in South Carolina liegt. Innerhalb des Richmound County sind die Kleinstädte Hephzibah und Blythe Nachbarn Augustas, die die Fusion zum consolidated city-county nicht mitmachten und eigenständige Stadtverwaltungen behielten. 
Die Metropolregion Augustas, die Augusta-Aiken Metropolitan Area, hatte laut einer Schätzung des United States Census Bureau im Jahr 2016 eine Bevölkerung von 594.919  Einwohnern. Sie lag damit an 93. Stelle in den USA und an zweiter Stelle in Georgia. Die Metropolregion besteht aus fünf Countys in zwei US-Bundesstaaten:
| - Georgia - Richmond County - Columbia County - Evans - Martinez - McDuffie County | - South Carolina - Aiken County - Aiken - North Augusta - Edgefield County |

Augusta ist auch die größte Stadt in der Central Savannah River Area, ein regionales Entwicklungsgebiet, das auch die Städte Martinez, Louisville, Sandersville, Thomson und Waynesboro umfasst.

## Geschichte

### Gründung

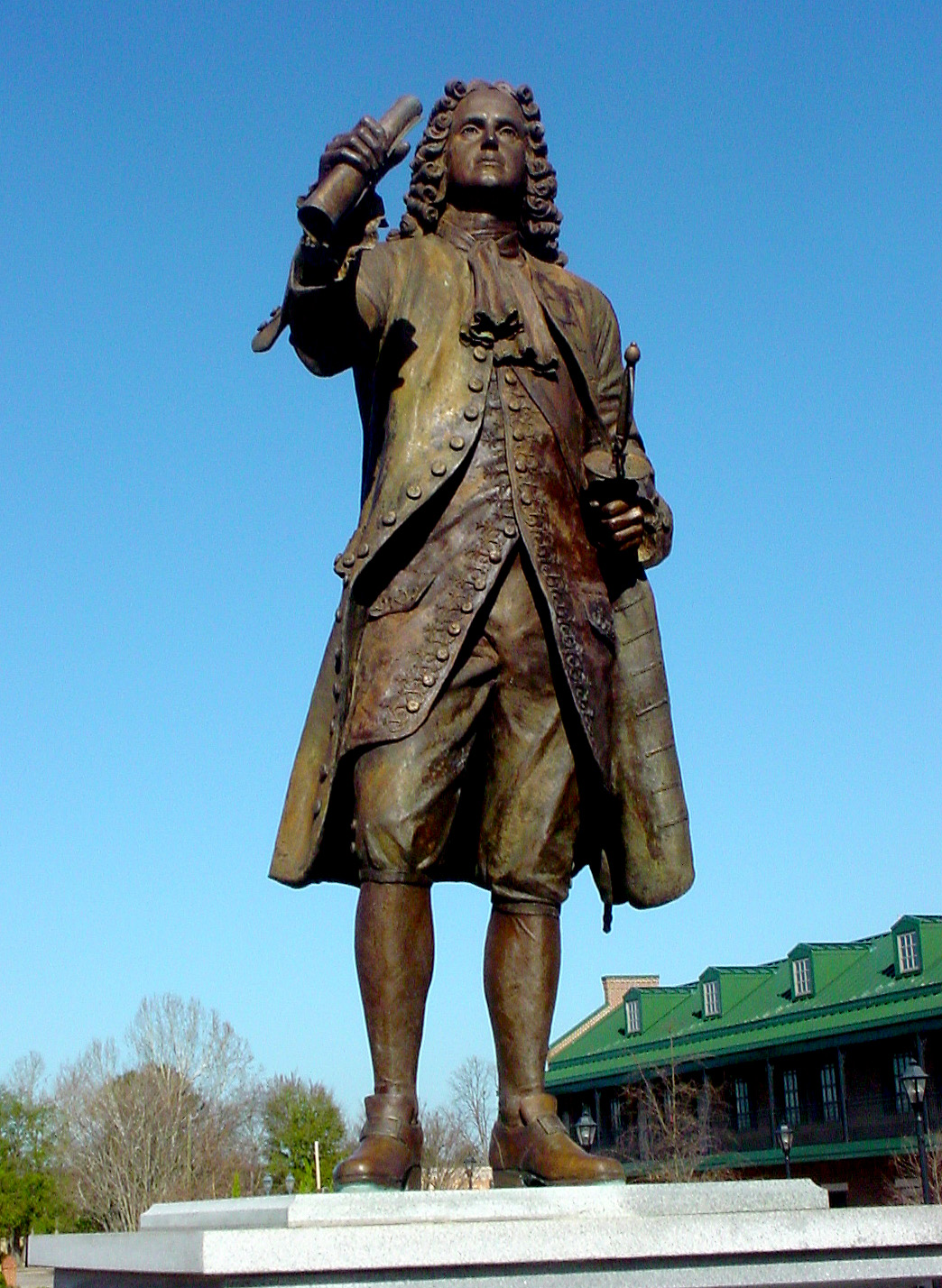
Statue von James Oglethorpe am Augusta Common

Die Stelle, an der heute Augusta liegt, wurde zuerst von nordamerikanischen Indianern benutzt, um den Savannah River zu überqueren. 1735, zwei Jahre nachdem der englische Adlige James Oglethorpe an der Mündung des Savannah River die Stadt Savannah gegründet hatte, schickte er ein Truppenkontingent flussaufwärts. Er gab ihnen den Auftrag, an dem Punkt, bis zu dem der Fluss schiffbar war, eine Siedlung zu gründen, eine Aufgabe, die Nobel Jones zufiel, der 1736 die Stadt als vorgeschobenen Verteidigungsposten gegen Spanier und Franzosen baute. Oglethorpe nannte die Stadt Augusta, zu Ehren von Augusta von Sachsen-Gotha, der Verlobten des britischen Thronfolgers Friedrich Ludwig von Hannover.
Die Stadt wurde auf der flachen Böschung des Savannah River angelegt. Die Stadtbewohner kamen meist friedlich mit den benachbarten Creek- und Cherokee-Indianern aus. 1739 wurde mit dem Bau einer Straße von Savannah nach Augusta begonnen. Nachdem die Stadt nun auch zu Pferd und nicht mehr nur zu Schiff erreichbar war, siedelten sich mehr Einwohner an. 1750 wurde mit St. Paul’s die erste Kirche in Augusta erbaut. 1777 gab sich Georgia eine neue Verfassung, und die Countys (Landkreise) wurden neu gebildet. Augusta wurde dem neu gebildeten Richmond County zugeordnet.

### Vom Unabhängigkeitskrieg zum Sezessionskrieg
Während des Amerikanischen Unabhängigkeitskriegs fiel Savannah an die Briten, was Augusta zur Hauptstadt Georgias und zum neuen bevorzugten Ziel der Briten machte. Am 31. Januar 1779 nahm der britische Oberstleutnant Archibald Campbell die Stadt Augusta ein. Er zog sich aber bald wieder zurück, da sich auf dem gegenüberliegenden Flussufer amerikanische Truppen sammelten. Augusta wurde wieder Hauptstadt Georgias, fiel vor dem Ende des Krieges aber erneut in britische Hände.
Bis zum Ende des Sezessionskrieges wurde Augusta dank der Fertigstellung des Augusta Canal im Jahr 1847 führend in der Herstellung von Textilien, Schießpulver und Papier. Mit Fertigstellung der Eisenbahn Georgia Railroad im Jahr 1845 erhielt Augusta eine Schienenverbindung nach Atlanta, weiter zum Tennessee River bei Chattanooga, und damit letztendlich zum Mississippi River. Diese im Vergleich zu vorher kostengünstigere Verbindung vom Atlantik zur Landesmitte führte zu einer beträchtlichen Steigerung des Handels. 1860 hatte Augusta 12.493 Einwohner, war damit eine von 102 amerikanischen Städten mit einer Bevölkerung von mehr als 10.000 Einwohnern und bereits die zweitgrößte Stadt in Georgia.

### Vom Sezessionskrieg zum Zweiten Weltkrieg
Ursprünglich begrüßten die Einwohner Augustas den Sezessionskrieg. 1861/62 erbauten die Konföderierten eine neue Schießpuverfabrik in Augusta. Über 2000 Einwohner Augustas kämpften im Sezessionskrieg, aber erstmals richtig bewusst wurde den Einwohnern der Stadt der Krieg erst im Sommer 1863, als tausende von Flüchtlingen aus von Invasion bedrohten Gebieten sich nach Augusta drängten und zu Engpässen in Unterkunft und Versorgung führten. Auch die Armee von General Sherman kam der Stadt gefährlich nahe und verursachte eine Panik auf den Straßen der früher ruhigen Stadt. Die Stadt wurde jedoch nicht niedergebrannt. 
1828 wurde die Medical Academy of Georgia in Augusta gegründet und begann mit der Ausbildung von Ärzten. 1873 wurde die Akademie zur medizinischen Abteilung der University of Georgia (und später, 1956, zum Medical College of Georgia). 1914 wurde in der Nähe der Hochschule das Universitätshospital gegründet, was den Grundstein für den gut ausgebauten Medizinsektor der Stadt legte.
Anders als viele andere Städte des amerikanischen Südens florierte Augusta nach dem Ende des Sezessionskrieges. Bis zum Beginn des 20. Jahrhunderts war die Stadt zu einem der weltweit größten Märkte für Baumwolle im Binnenland geworden. Eine neue militärische Niederlassung, Camp Hancock, wurde während des Ersten Weltkriegs in der Nähe von Augusta gegründet.
Vor dem Zweiten Weltkrieg baute die US Army in der Nähe eine neue Kaserne, Camp Gordon (später Fort Gordon, heute Fort Eisenhower), die ein paar Tage nach dem Angriff auf Pearl Harbor vom 7. Dezember 1941 fertiggestellt wurde. Viele neue Rekruten wurden hier ausgebildet, bevor sie in den Krieg geschickt wurden. Wenige Monate nach Kriegsende waren die meisten Soldaten aus dem Camp wieder heimgekehrt, und die wichtige Rolle des Militärs in Augusta schien zu Ende zu sein.

### Das goldene Zeitalter Augustas
1948 kam neues Leben in die Stadt, als die US Army die Ausbildung des US Army Signal Corps und die Militärpolizeischule nach Camp Gordon verlegte. Im November 1948 wurde der Stausee Clarks Hill Reservoir mit einem neu gebauten Staudamm angelegt und versorgte die Stadt forthin mit Elektrizität aus einem Wasserkraftwerk. In den 1950er-Jahren wurde die (heute vom US-Energieministerium betriebene) große Nuklearanlage Savannah River Site bei Augusta gebaut, was die Bevölkerung der Stadt um 50.000 Einwohner anschwellen ließ und Augusta zu einem Industriezentrum des Südens werden ließ.

### Religionen
Augusta ist Geburtsstätte des in den USA einflussreichen Baptisten-Bundes Southern Baptist Convention.

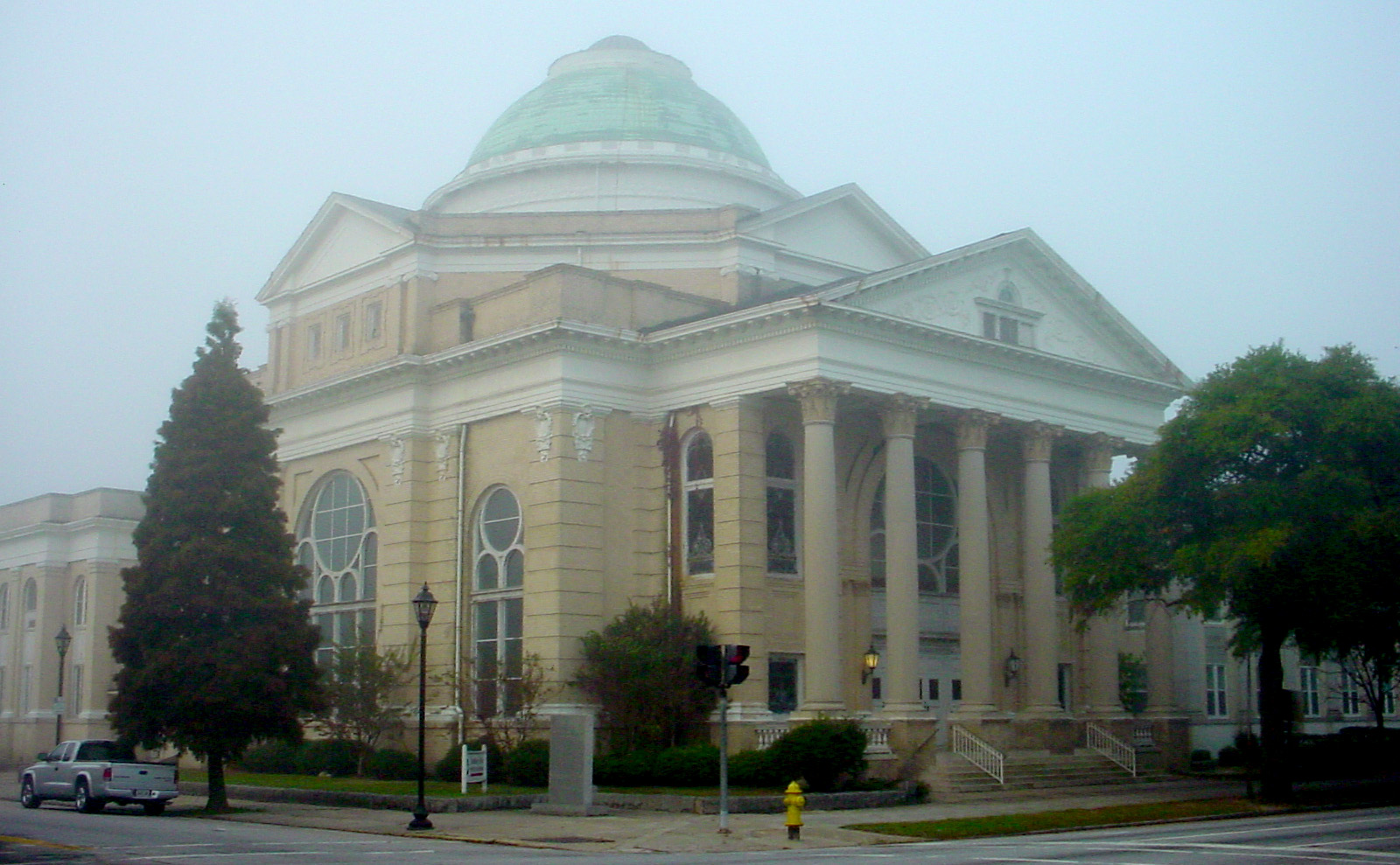
First Baptist Church
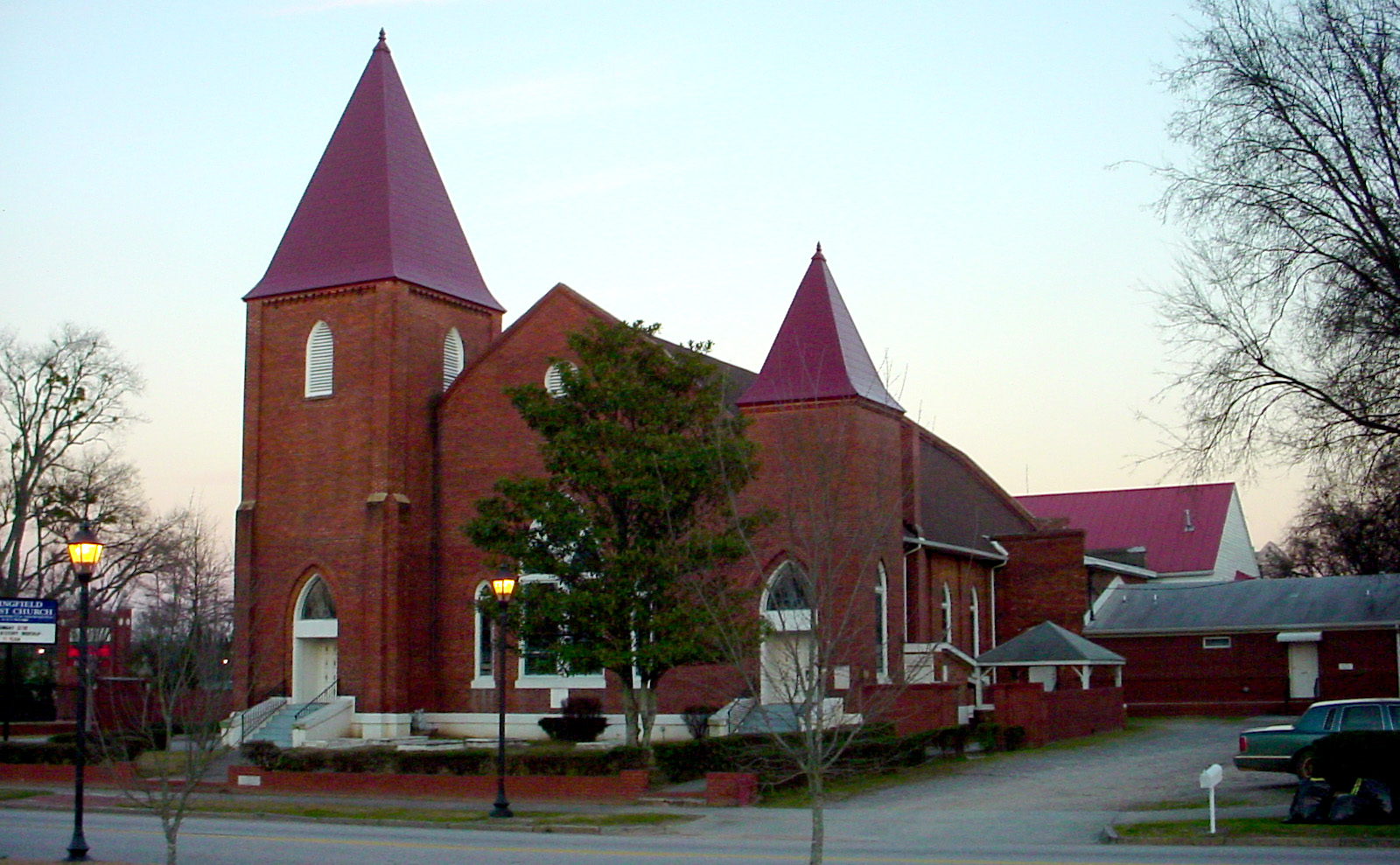
Springfield Baptist Church
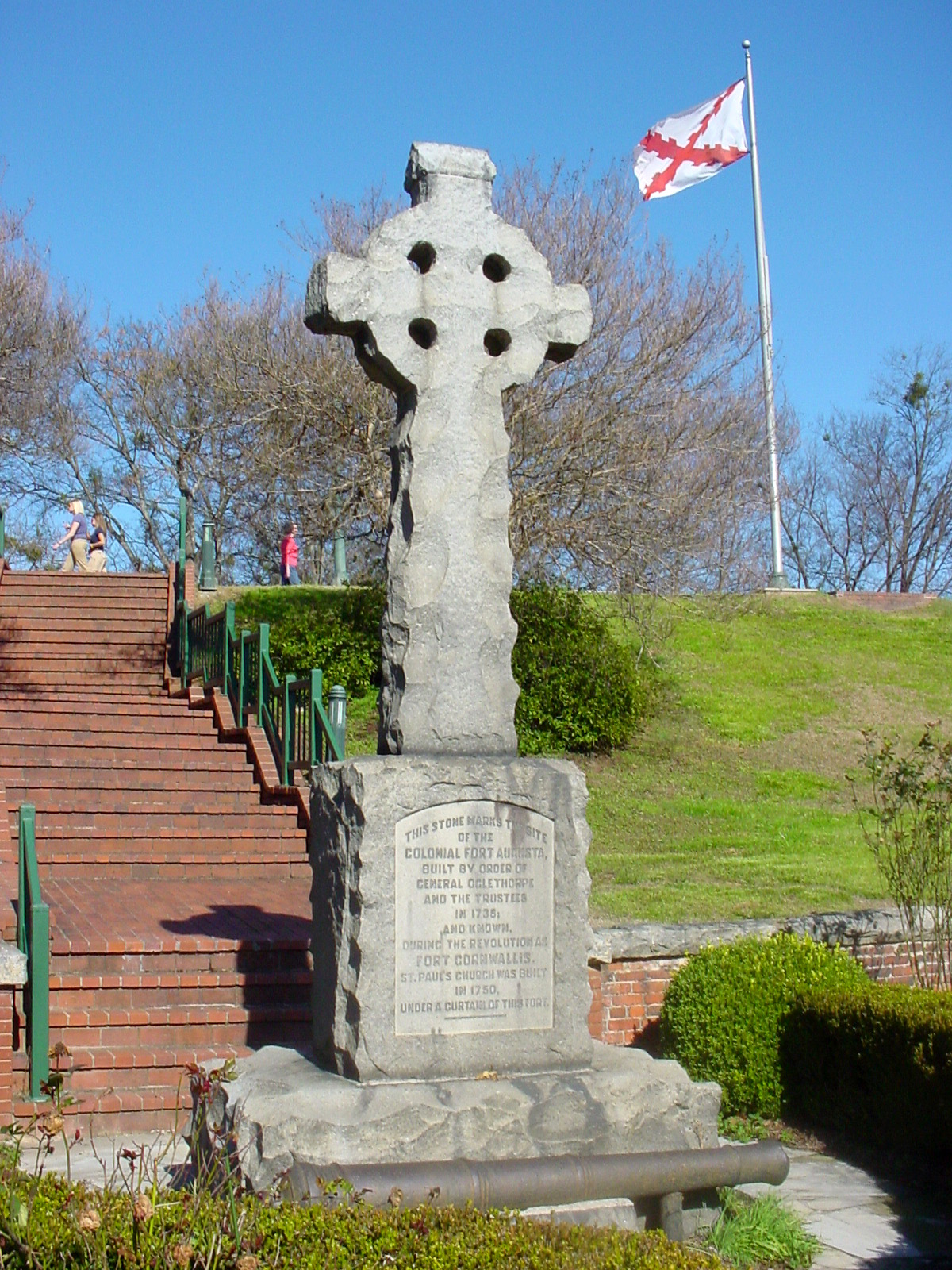
Celtic Cross bei der St. Pauls Church

## Politik
1996 schlossen sich die Stadt Augusta und das Richmond County, dessen Verwaltungssitz Augusta war, zusammen und bildeten ein neues consolidated city-county (etwa: zusammengefasster Stadtkreis), das Augusta-Richmond County. Die gemeinsame Führungsspitze besteht aus einem Bürgermeister und 10 commissioners (Kommissionsmitgliedern). Die Verwaltung beschäftigte im Jahr 2004 etwa 2600 Personen.
Die Politik in Augusta wird oft vom Rassengegensatz bestimmt, der beispielsweise viele Abstimmungsergebnisse im Stadtrat entscheidend beeinflusst. Auch Korruption und Kriminalität spielen bis heute eine wichtige Rolle in der Lokalpolitik. Im Jahr 2005 wurde ein Mitglied des Senats von Georgia aus Augusta, Charles Walker, wegen Untreue und anderer Straftaten verurteilt und aus seinem Amt entfernt. Ungefähr zur gleichen Zeit wurde der ehemalige Abgeordnete des Parlaments von Georgia aus Augusta, Robin Williams, wegen Betrugs verurteilt.

### Städtepartnerschaften
- Takarazuka, Japan, seit 1989
- Biarritz, Frankreich

## Kultur und Sehenswürdigkeiten

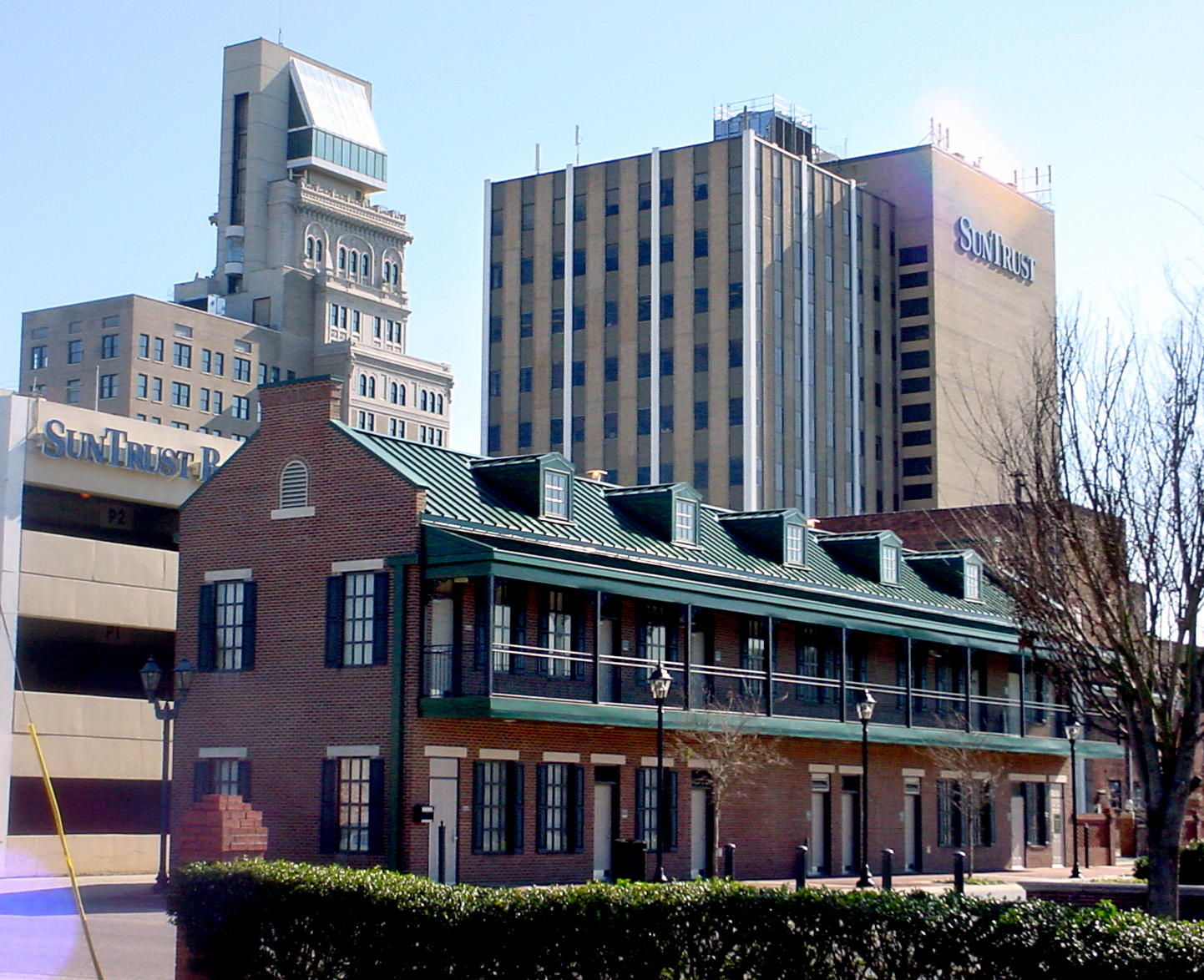
Blick auf die Innenstadt. Im Vordergrund der Augusta Common, eine Grünanlage im Stadtinneren

### Museen
Das 1937 gegründete Augusta Museum of History präsentiert die Stadtgeschichte mit über 15000 Exponaten.

### Musik
1954 wurde das Augusta Symphony Orchestra gegründet, das heute in 15 umliegenden Countys klassische Konzerte gibt.

### Bauwerke
Die 1861/62 erbaute Konföderierte Schießpulverfabrik war einst die zweitgrößte Schießpulverfabrik der Welt und ist das einzige feste Gebäude, das die Konföderierten errichteten. Das Haus, in dem Woodrow Wilson im Alter von vier bis vierzehn Jahren 1860–1870 lebte, kann in Augusta besichtigt werden. Das Old Medical College ist als National Historic Landmark der Vereinigten Staaten ausgezeichnet.

### Parks
In Augusta befindet sich der Botanische Garten der Georgia Golf Hall of Fame. Der 1946 bis 1954 vom Ingenieurkorps der US Army angelegte, 287 km2 große Stausee Lake Strom Thurmond (bis 1988 Clarks Hill Lake) ist eines der wichtigsten Naherholungsgebiete im Südosten der USA.

### Sport
Das wichtigste Sportereignis in Augusta ist das – zu den vier Majors zählende – Profi-Golfturnier The Masters Tournament, das hier jedes Jahr vom Augusta National Golf Club auf dem clubeigenen Golfplatz ausgetragen wird. Diese Großveranstaltung zieht regelmäßig viele Zuschauer an und stellt eine wichtige Einnahmequelle für die örtliche Hotellerie und Gastronomie dar. Im Lake Olmstead Stadium spielen die Augusta Green Jackets Baseball. Es gibt auch Teams für Eishockey (Augusta Lynx), Arena Football (Augusta Spartans) und Fußball (Augusta FireBall).

## Wirtschaft und Infrastruktur
Größte Arbeitgeber in und um Augusta sind die vom US-Energieministerium betriebene Nukleareinrichtung Savannah River Site, die US Army, die in Fort Gordon Funker und Militärpolizisten ausbildet, und das Medical College of Georgia.

### Verkehr
Die wichtigsten überregionalen Straßen Augustas sind die Interstate 20 von Texas nach South Carolina und die Umgehungsstraße Interstate 520. Die Bahnlinie durch Augusta wird von den Bahngesellschaften Norfolk Southern Railway und CSX Transportation bedient. Dem Flugverkehr dienen der Augusta Regional Airport und das kleinere Daniel Field.

### Medien
Größte Tageszeitung Augustas ist die Augusta Chronicle, die 1785 als Augusta Gazette gegründet wurde. Verschiedene Lokalfernseh- und -radiosender bedienen Augusta und Umgebung, so WJBF, WRDW, WAGT und WFXG. Diese Sender beziehen wesentliche Teile ihres Programmes von den großen amerikanischen Senderketten wie (in derselben Reihenfolge) ABC, CBS, NBC und FOX.

### Militärische Einrichtungen
Die US Army unterhält bei Augusta einen Stützpunkt, Fort Eisenhower (ehemals Fort Gordon), in dem Funker und Militärpolizisten ausgebildet werden.

### Bildung
In Augusta befinden sich die Hochschulen Medical College of Georgia, Georgia Regents University und Paine College. Vor der Fusion zur GRU befand sich hier außerdem die Augusta State University. Die Academy of Richmond County wurde 1783 als älteste Privatschule in den Südstaaten gegründet.

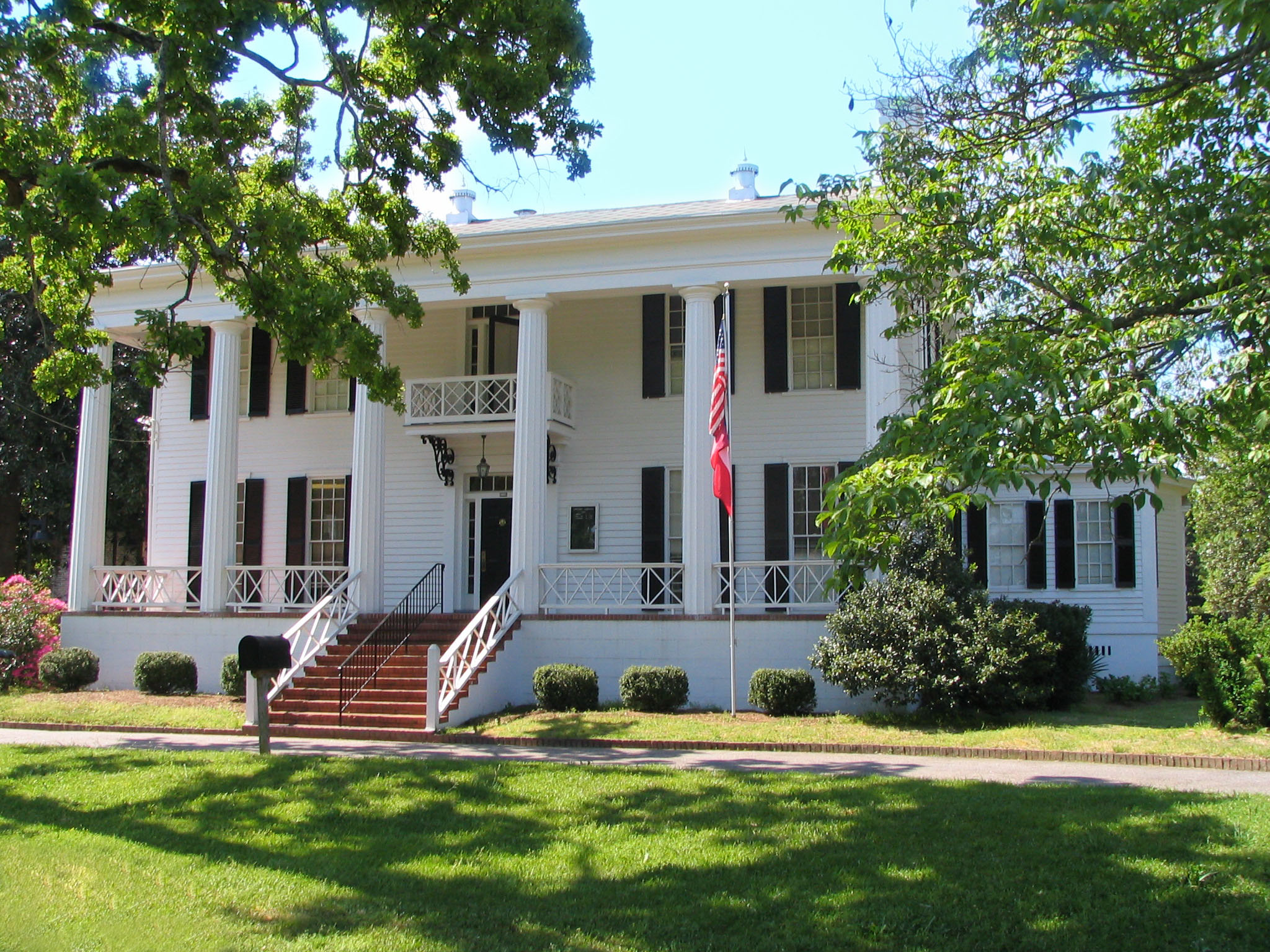
Appleby Library
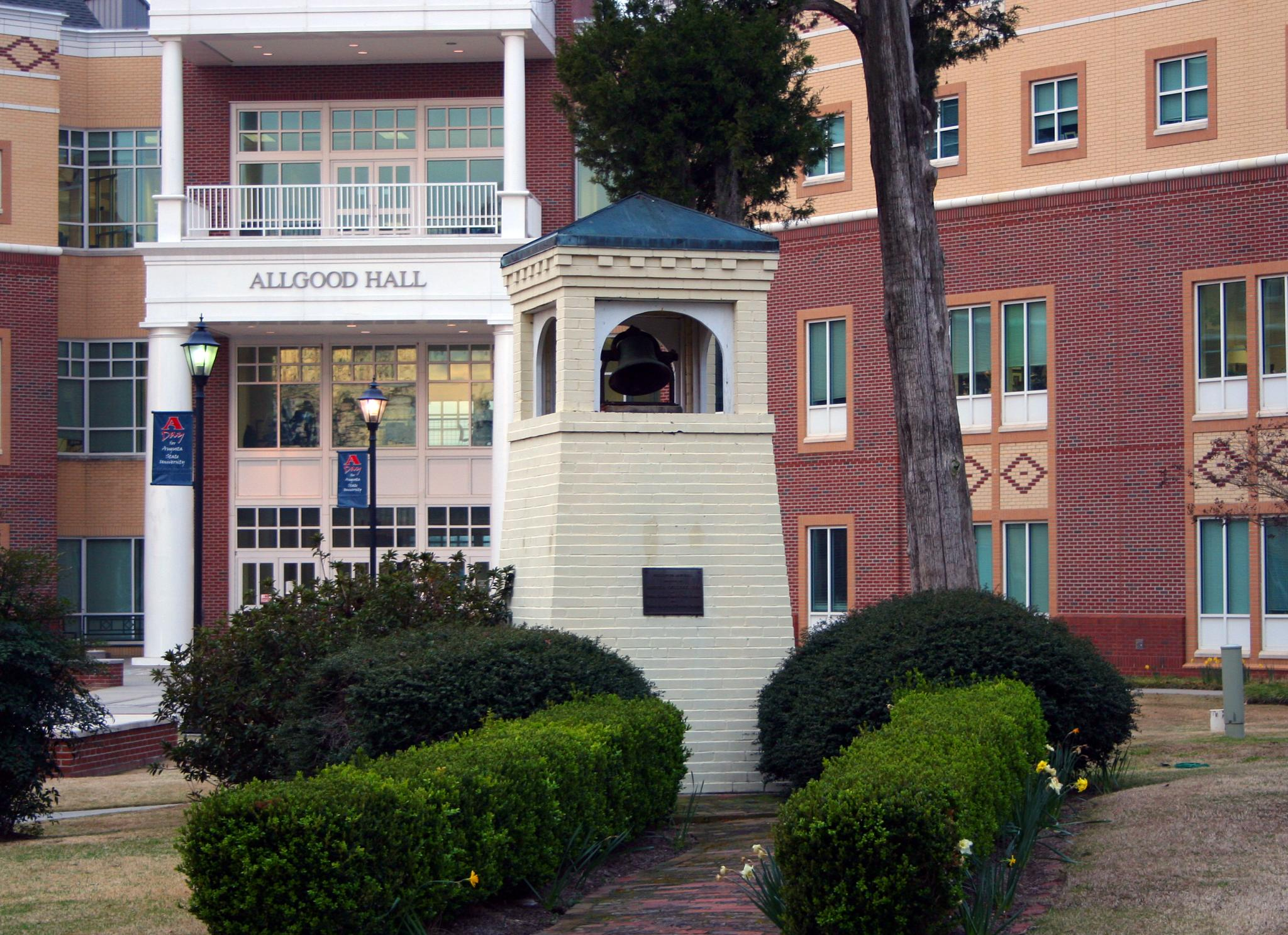
Ehemalige Augusta State University

## Persönlichkeiten

### Söhne und Töchter der Stadt
- Marcus Anderson Jr. (* 1989 oder 1990), Schauspieler und Model
- Doug Barnard Jr. (1922–2018), Politiker
- Ben Bernanke (* 1953), Notenbankchef der Vereinigten Staaten
- William Robertson Boggs (1829–1911), Brigadegeneral der Konföderierten im Sezessionskrieg
- Danielle Brooks (* 1989), Schauspielerin und Sängerin
- Archibald Butt (1865–1912), Militärberater und Todesopfer der Titanic-Katastrophe
- James Carpenter (* 1989), American-Football-Spieler
- Heather Paige Cohn (* 1990), Schauspielerin
- Alfred Cumming (1829–1910), Brigadegeneral der konföderierten Armee während des Sezessionskrieges
- Alfred Cumming (1802–1873), Politiker
- Michael Dease (* 1982), Jazzmusiker und Komponist
- Laurence Fishburne (* 1961), Schauspieler
- Vernon Forrest (1971–2009), Profiboxer, WBC-Weltmeister im Superweltergewicht
- Sheldon Goldstein (* 1947), theoretischer Physiker
- Amy Grant (* 1960), Sängerin
- Harvey Grant (* 1965), Basketballspieler der NBA
- Horace Grant (* 1965), Basketballspieler der NBA
- Jessie Gray (1910–1978), kanadische Chirurgin und Hochschullehrerin
- James Randal Hall (* 1958), Jurist und Politiker
- Hulk Hogan (1953–2025), Wrestler, Schauspieler, Reality-TV-Teilnehmer und Musiker
- Charles Howell III (* 1979), Profigolfer
- Beau Jack (1921–2000), Boxer
- Sanders Jackson (* 1967), niederländisch-US-amerikanischer Basketballspieler
- Jasper Johns (* 1930), Künstler
- Kenyon Jones (1977–2005), Basketballspieler
- Sharon Jones (1956–2016), Soul- und Funk-Sängerin
- Josh Kelley (* 1980), Sänger und Songwriter
- Patty Kempner (* 1942), Schwimmerin
- Caleb LeBlanc (2002–2015), Youtuber
- Augustus Baldwin Longstreet (1790–1870), Jurist, Publizist und Schriftsteller
- Kathryn McCormick (* 1990), Tänzerin und Schauspielerin
- Alexander McKinstry (1822–1879), Politiker und Vizegouverneur von Alabama
- Lafayette McLaws (1821–1897), Offizier des US-Heeres und General des konföderierten Heeres im amerikanischen Bürgerkrieg
- Jessye Norman (1945–2019), Opernsängerin
- Danielle Panabaker (* 1987), Schauspielerin
- Khary Payton (* 1972), Schauspieler und Synchronsprecher
- Faith Prince (* 1957), Schauspielerin und Sängerin
- Carl Sanders (1925–2014), Politiker und ehemaliger Gouverneur von Georgia
- George D. Shea (1894–1971), Generalmajor der United States Army
- Harrison Smith (* 1989), American-Football-Spieler
- Susan Leigh Still-Kilrain (* 1961), Astronautin
- William Henry Talbot Walker (1816–1864), Generalmajor
- Walt Weiskopf (* 1959), Jazzmusiker
- Joseph Wheeler (1836–1906), General der US Army im Spanisch-Amerikanischen Krieg
- Jennie Wilde (1865–1913), Künstlerin
- Chocolate Williams (1916–1984), Jazzmusiker
- Frank Yerby (1916–1991), Schriftsteller
- Charles Young (1935–2012), Schauspieler

### Persönlichkeiten, die vor Ort gewirkt haben
- James Brown (1933–2006), berühmter Musiker; in der Nähe Augustas geboren und in Augusta aufgewachsen
- Casper (Benjamin Griffey) (* 1982), deutscher Rapper; in Augusta aufgewachsen
- Terri Gibbs (* 1954), Country-Sängerin; in Augusta aufgewachsen
- Pastor Troy (* 1977), Rapper; in Augusta aufgewachsen
- Woodrow Wilson (1856–1924), 28. US-Präsident; in Augusta aufgewachsen

## Sonstiges
Erskine Caldwell schrieb 1932 einen Roman, Die Tabakstraße (OT: Tobacco Road), der im ländlichen Richmond County spielt. Die Tobacco Road gibt es tatsächlich, sie verbindet heute die Kaserne Fort Gordon mit dem Flughafen Augusta Regional Airport, hat aber mit der im Roman beschriebenen ländlichen Gegend kaum noch etwas gemein.